# Renvoi sur la loi anti-inflation
Jugement complet
décision sur lexum.org
Le  Renvoi sur la loi anti-inflation est un renvoi auprès de la Cour suprême du Canada rendu en 1976 sur la constitutionnalité de la Loi anti-inflation. Dans ce qui est devenu l'une des affaires de fédéralisme les plus importantes de la Cour suprême, la Loi était considérée comme relevant du pouvoir du gouvernement fédéral.
La Loi anti-inflation a été adoptée en décembre 1975, sur recommandation de la Banque du Canada, pour contrôler l'inflation croissante des années précédentes. En raison du malaise croissant à l'égard de la loi, le gouvernement fédéral a posé deux questions à la Cour suprême sur la validité de la loi. La principale question était de savoir si la loi dépassait les pouvoirs et prérogatives du gouvernement fédéral (ultra vires).
Premièrement, la Cour a noté que l'objet de la loi étant l'inflation, il était impossible de l'attribuer à l'un des pouvoirs énumérés dans la Loi constitutionnelle de 1867. Par conséquent, la loi ne pourrait être confirmée qu'en vertu du principe de paix, ordre et bon gouvernement selon la Constitution qui permettait au gouvernement fédéral de légiférer sur des questions liées aux urgences ou aux questions d'intérêt national. La Cour a examiné les deux options et a conclu que le principe de paix, ordre et bon gouvernement s'appliquait et qu'il rendait la loi valide.

## Conséquences
En 1997, la Cour suprême a conclu dans le Renvoi relatif à la rémunération des juges de la Cour provinciale de l'Île-du-Prince-Édouard que des commissions indépendantes devraient recommander les salaires des juges. Si les gouvernements rejettent les recommandations, la Cour suprême a déclaré que les tribunaux devraient analyser ces rejets de la même manière qu'ils ont analysé la loi anti-inflation dans cette affaire. Dans l'arrêt Assoc. des juges de la Cour provinciale du Nouveau-Brunswick c. Nouveau-Brunswick (Ministre de la Justice), la Cour suprême a précisé que cela ne signifiait pas qu'une urgence économique était nécessaire pour justifier le non-respect des recommandations. Cela faisait simplement référence à une méthode de contrôle pour déterminer si le rejet était rationnel.